# Jun Kawada
Pour les articles homonymes, voir Kawada.
Jun Kawada (川田 順, Kawada Jun, 15 janvier 1882 - 22 janvier 1966) est un poète japonais de waka et entrepreneur, actif durant l'ère Shōwa du Japon.

## Biographie
Kawada naît dans le district populaire Asakusa de Tokyo, troisième fils de Kawada Oko, renommé professeur de littérature chinoise. Il est diplômé de science politique de l'Université impériale de Tokyo en 1907. Il est ensuite employé au siège du zaibatsu Sumitomo où il devient directeur du management en 1930.
Dans le cadre de ses activités auprès de Sumitomo, il est responsable de la rubrique tanka du magazine « Seika » que publie le groupe. Il publie également sa propre collection de poèmes sous le titre « Gigeiten ».
Il a écrit une traduction moderne du classique poétique Shin Kokin Wakashū. Il se considère lui-même comme disciple du poète Sasaki Nobutsuna qui l'a initié à la poésie tanka dans sa jeunesse. En 1942, il est nommé à l'Académie impériale des Arts. Très prolifique en poésie et en écrits sur des thèmes patriotiques durant la Seconde Guerre mondiale, il est lauréat du prix Asahi en 1943.
En plus de sa production poétique, Kawada rédige des ouvrages sur les poètes Saigyō Hōshi et Fujiwara no Teika (Fujiwara no Sadaie) ainsi que son autobiographie, « Sumitomo Kaisoki ».
Après la guerre, Kawada  est chargé de l'organisation de la cérémonie annuelle de lecture poétique au palais impérial et, en tant que poète lauréat, sélectionne les poèmes que doit lire le prince héritier Akihito.
Sa tombe se trouve au Tōkei-ji à Kamakura.

## Source de la traduction
- (de)/(en) Cet article est partiellement ou en totalité issu des articles intitulés en allemand « Kawada Jun » (voir la liste des auteurs) et en anglais « Jun Kawada » (voir la liste des auteurs).